# Partimage
Partimage это утилита для клонирования HDD дисков для Linux/UNIX-подобных операционных систем. Partimage может сохранять раздел диска в большом количестве форматов в виде образа диска. Такие утилиты, как Partimage полезны в ряде случаев, с которыми сталкиваются Администраторы сетей или продвинутые пользователи ПК, у которых несколько основных операционных систем. Последняя стабильная версия вышла в 2010 году; с тех пор один из авторов Partimage работает над FSArchiver, которая имеет более широкий функционал, чем Partimage.

## Как использовать
Несколько примеров как можно использовать Partimage.
- Создать backup разделов диска. Создать резервную копию отдельного раздела для последующего восстановления данных в случае их повреждения.
- Массовое развертывание ПО на нескольких ПК. Нескольким компьютерам может понадобиться одинаковое программное обеспечение или операционная система.

## Особенности
Для пользователей Windows Partimage поддерживает работу с NTFS (экспериментально). Partimage поддерживает большинство файловых систем Linux, и вы также можете её найти в большинстве дистрибутивов Linux, таких как Debian, Live CD сборке PING, Knoppix и SystemRescueCD.
Можно отметить, что файл образа диска при создании сжимается, а восстановление данных или их backup возможен по сети. Передаваемые данные шифруются.
В качестве GUI Partimage использует Newt.
В вопросе клонирования разделов Partimage ограничен списком поддерживаемых файловых систем. Поддерживаются: Ext2, Ext3, Reiserfs, FAT12, FAT16, FAT16B, FAT32, HPFS, JFS, Xfs, UFS, HFS and Ntfs. Partimage не работает с Ext4 и Btrfs.

## Другие ресурсы
- partimage.org — официальный сайт Partimage
- Partimage-users mailing list
- Kleo-Graphical user interface for Partimage